# رودريغو ليما
رودريغو ليما هو فنان قتال مختلط برازيلي، ولد في 9 مايو 1991 في ريو دي جانيرو في البرازيل، وتوفي في 21 أبريل 2019.

## وصلات خارجية
- رودريغو ليما على موقع يو إف سي (الإنجليزية)
- رودريغو ليما على موقع بيلاتور (الإنجليزية)
- رودريغو ليما على موقع شيردوغ (الإنجليزية)
- رودريغو ليما على موقع IMDb (الإنجليزية)